# Bryan Castrillón
Bryan David Castrillón Gómez (Medellín, Antioquia, Colombia; 30 de marzo de 1999) es un futbolista colombiano. Juega como delantero por afuera o extremo y su primer equipo fue Independiente Medellín. Actualmente se encuentra en Junior de la Categoría Primera A.

## Trayectoria

### Independiente Medellín
Debutó profesionalmente con Independiente Medellín el 22 de septiembre de 2018 en el partido válido por la undécima fecha de la Liga Águila - 2 ante Independiente Santa Fe bajo la dirección técnica de Octavio Zambrano en el empate 2-2.  
Jugó su primer partido como titular ante Patriotas Boyacá en la victoria de su equipo 0-3 de visita, en dicho partido tuvo una destacada actuación.

### Junior
El 4 de enero de 2024 fue presentado como nuevo jugador del Junior de Barranquilla. Firmó contrato a préstamo por un año. Marcó su primer gol en el empate 1-1 con Universitario de Deportes en fase de grupos de Copa Libertadores.

## Estadísticas
- Actualizado al 18 de agosto de 2025

| Club                              | Div.                | Temporada           | Liga | Liga | Liga | Copa Nacional | Copa Nacional | Copa Nacional | Copa Internacional | Copa Internacional | Copa Internacional | Total | Total | Total |
| Club                              | Div.                | Temporada           | PJ   | G    | A    | PJ            | G             | A             | PJ                 | G                  | A                  | PJ    | G     | A     |
| --------------------------------- | ------------------- | ------------------- | ---- | ---- | ---- | ------------- | ------------- | ------------- | ------------------ | ------------------ | ------------------ | ----- | ----- | ----- |
| Independiente Medellín · Colombia | 1.ª                 | 2018                | 15   | 0    | 0    | —             | —             | —             | —                  | —                  | —                  | 15    | 0     | 0     |
| Independiente Medellín · Colombia | 1.ª                 | 2019                | 20   | 0    | 0    | 4             | 0             | 0             | 1                  | 0                  | 0                  | 25    | 0     | 0     |
| Independiente Medellín · Colombia | 1.ª                 | 2022                | 15   | 0    | 0    | 2             | 1             | 0             | 5                  | 1                  | 0                  | 22    | 2     | 0     |
| Independiente Medellín · Colombia | Total               | Total               | 50   | 0    | 0    | 6             | 1             | 0             | 6                  | 1                  | 0                  | 62    | 2     | 0     |
| Bucaramanga · Colombia            | 1.ª                 | 2020                | 11   | 0    | 2    | 1             | 0             | 0             | —                  | —                  | —                  | 12    | 0     | 2     |
| Bucaramanga · Colombia            | Total               | Total               | 11   | 0    | 2    | 1             | 0             | 0             | 0                  | 0                  | 0                  | 12    | 0     | 2     |
| Deportivo Pereira · Colombia      | 1.ª                 | 2021                | 41   | 9    | 4    | 10            | 4             | 0             | —                  | —                  | —                  | 51    | 13    | 4     |
| Deportivo Pereira · Colombia      | Total               | Total               | 41   | 9    | 4    | 10            | 4             | 0             | 0                  | 0                  | 0                  | 51    | 13    | 4     |
| Unión Argentina                   | 1.ª                 | 2022                | 23   | 2    | 3    | 1             | 0             | 1             | 2                  | 0                  | 0                  | 26    | 2     | 4     |
| Unión Argentina                   | 1.ª                 | 2023                | 12   | 2    | 1    | —             | —             | —             | —                  | —                  | —                  | 12    | 2     | 1     |
| Unión Argentina                   | Total               | Total               | 35   | 4    | 4    | 1             | 0             | 1             | 2                  | 0                  | 0                  | 38    | 4     | 5     |
| Junior · Colombia                 | 1.ª                 | 2024                | 30   | 1    | 2    | 2             | 1             | 0             | 3                  | 1                  | 0                  | 35    | 3     | 2     |
| Junior · Colombia                 | 1.ª                 | 2025                | 27   | 6    | 5    | 2             | 1             | 0             | 1                  | 0                  | 0                  | 30    | 7     | 5     |
| Junior · Colombia                 | Total               | Total               | 57   | 7    | 7    | 4             | 2             | 0             | 4                  | 1                  | 0                  | 65    | 10    | 7     |
| Total en su carrera               | Total en su carrera | Total en su carrera | 194  | 20   | 17   | 22            | 7             | 1             | 12                 | 2                  | 0                  | 228   | 29    | 18    |

## Palmarés

### Campeonatos nacionales
| Título        | Club                   | País     | Año  |
| ------------- | ---------------------- | -------- | ---- |
| Copa Colombia | Independiente Medellín | Colombia | 2019 |